# 白川資訓
白川 資訓（しらかわ すけのり）は、日本の公家、華族。子爵。

## 経歴
山城国京都で、右近衛権中将・資敬王の長男として誕生。旧名・資訓王。
嘉永2年3月29日（1849年4月21日）に元服し昇殿を許される。嘉永4年8月14日（1851年9月9日）神祇伯に就任。安政元年（1854年）内裏焼失の際に神鏡を奉遷し孝明天皇より賞された。同年12月18日（1855年2月4日）侍従を兼ね、安政4年5月15日（1857年6月6日）右近衛権少将を兼ねた。元治元年8月29日（1864年9月29日）右近衛権中将に進んだ。
慶応4年1月17日（1868年2月10日）神祇事務科が設けられ神祇事務総督に就任。同年2月20日（1868年3月13日）参与、神祇事務局補となる。さらに議定、神祇事務局督を務めた。明治2年6月1日（1869年7月9日）神祇制度の改変により神祇伯が廃止され、伯王の称号も自然消滅した。同年7月8日（8月15日）神祇大副に就任。以後、神祇官出仕、神祇大掌典、大掌典、式部寮七等出仕兼大掌典、式部寮御用掛などを歴任し宮中祭祀に携わり、1873年11月3日、式部寮御用掛を免じられ退官した。
1884年7月8日、子爵を叙爵した。

## 栄典
- 1900年（明治33年）12月10日 - 従二位[7]

## 系譜
- 父：白川資敬王（1822 - 1851）
- 母：家女房
- 正室：幾子（1848 - 1906）三条西季知の五女[2]。
  - 長男：資長（1871 - 1959）- 貴族院子爵議員[2]。
  - 長女：縫子（1875 - 1954）- 篠田宮之助の妻。
- 養子
  - 男子：白川雅好 - 実弟。戊辰戦争時はまだ嗣子だった[8]。